# 蔡耀昌
蔡耀昌（英語：Tsoi Yiu Cheong Richard，1967年9月11日—）籍貫廣東寶安（即現今深圳市），香港民間監管公共事業聯委會發言人、支聯會副主席、真普選聯盟成員團體代表、曾任民主動力執委，曾任沙田區區議員、民主黨中委。中學時期開始參與社運，大學時期支援八九民運並參與「六四」鎮壓後的營救工作。1993年8月被沒收回鄉證，不能踏足內地直至2016年。政界暱稱「阿狗」或「狗哥」。

## 早年生活
蔡耀昌於慈雲山的公共屋邨成長，其父生前為「苦力」，其母為家庭主婦。1975年，蔡父因病逝世。蔡於中學時期經常參與校內外的社會服務活動，並曾於暑假期間在茶樓售賣點心。由於其數學科成績一直排名全級第一，同學戲稱其為「數王」。蔡於1984年香港中學會考考獲3A、2B、2C，翌年成為當時首屆「暫取生」，入讀香港中文大學，主修數學系，副修社會學系，入讀中文大學6年後(1991年)退學，未能畢業。

## 學歷
- 保良局何壽南小學[4]（1980年）
- 保良局第一張永慶中學畢業（1985年）
- 香港中文大學理學院數學系（1985-1991年，未能畢業）[5]
- 香港大學法律學學士（1997年）
- 清華大學中國法律學士（第二學位）（2003年）

## 參與學運的「叛逆歲月」
蔡耀昌參與社會事務始於大學年代，屬學運出身的政治人物。
1985年，蔡耀昌入讀香港中文大學，先後出任中大學生會福利幹事、副會長（其時會長為學者蔡子強），其後出任中大學生會代表會主席及學聯代表會署理主席，並投入爭取「八八直選」、爭取中大學生代表出任教務會正式成員，又帶領同學到訪中國大陸認識內地學生的社會實踐行動、反對「中大四改三」及於1989年協助學聯參與籌組支援八九民運。因熱心學運而忽略學業，蔡最終不能完成首個學位課程，1994年入讀香港大學法律系並畢業。。
1990年，出任香港專上學生聯會秘書長。1998年，蔡耀昌與蔡子強、黃昕然、莊耀洸等學運中人合作編撰學運文獻選輯《叛逆歲月：香港學運文獻選輯》及評論《同途殊歸：前途談判以來的香港學運》，成為研究香港學運發展的重要文獻。

## 出任政治幕僚及參選經歷
六四事件後，蔡耀昌在民主派政治陣營中擔任重要角色，1991年協助劉千石及林鉅成當選首屆直選立法局議員（出任助選團秘書長），同年出任劉千石議員助理，專職議會政策研究，曾閱讀立法局所有文件，獲同業公認為質素高的議員助理。1995年出任民主派「新九組連線」助選團團長，協助李卓人及梁耀忠等人當選立法局議員。同年出任劉千石、李卓人、梁耀忠等人的聯合議員辦事處政策研究員。1995至97年出任立法局議員助理協會會長。
1996年，蔡與劉慧卿等人籌組政治組織「前綫」（The Frontier)（後部分成員併入民主黨）。1997年， 民主派議員集體「落車」，蔡耀昌於1998年初轉任香港城市大學當代中國研究中心研究員，期間與蔡子強合編《香港立法局重要投票紀錄匯編》。1998年中，蔡再度出任劉千石議員辦事處政策研究員。
2000年香港立法會選舉，與劉慧卿合組名單參選立法會（新界東選區），劉慧卿當選。同年，蔡組織學生運動「老鬼」聲援張韻琪等學運份子，反對政府打算檢控他們違反《公安條例》，政府最終不提告。
2000年香港立法會香港島地方選區補選，余若薇當選立法會議員，蔡出任助選團核心小組成員。2001年，蔡代表香港人權聯委會赴日內瓦聯合國經濟社會文化權利委員會游說，同行包括何喜華、劉慧卿、涂謹申、李卓人、胡紅玉、羅沃啟等，成功推動委員會要求特區政府就禁止種族歧視進行立法。同年，蔡參與成立「反董連任大聯盟」，反對董建華連任行政長官。
2002年，出任新成立的民主動力執委兼司庫（時召集人為鄭宇碩、副召集人劉慧卿及張超雄，秘書為何俊仁）。
2003年統籌組織「七一大遊行」號召五十萬人上街，其後特區政府宣布無限期擱置「廿三條」立法。2004年始擔任香港市民支援愛國民主運動聯合會（支聯會）常委，2008年起任副主席及維權部負責人至今；2005至06年間先後受美國政府、歐洲議會及歐洲委員會邀請，走訪美國多個城市、歐盟總部及歐洲議會。‬
2003年香港區議會選舉中，蔡耀昌出選沙田區火炭選區當選，成為沙田區議會議員，惟於2007年香港區議會選舉中以184票之差敗於親建制派、新世紀論壇的龐愛蘭，連任失敗。
2012年香港立法會選舉中，蔡耀昌代表民主黨參選新界東選區，以10,028票排第14名落選，被沒收選舉按金。

## 籌辦2003年「七一大遊行」
2003年7月1日，香港主權移交中國六週年，當年的七一大遊行，是八九民運以來最大規模的遊行示威，受到國際輿論重視。由於《香港基本法第二十三條》的立法程序，加上SARS事件導致香港社會不景氣，大量香港市民不滿。遊行主題為「反對廿三，還政於民」，大會呼籲市民穿黑色衣服參與遊行，以表達對政府的不滿。雖然當日香港天氣炎熱，但有大量人士參與遊行。主辦團體民間人權陣線（民陣）估計遊行人數超過50萬，而警方則公佈當日截至下午六時，由起點到終點之間共有35萬人。司徒華在回憶錄中提到，他收到消息，警方內部獲悉的遊行人數為67萬5千人。遊行所引發的七一效應，使政府停止對二十三條的立法程序，並使親建制派在同年的2003年香港區議會選舉大敗。
路透社、美聯社、法新社、美國有線新聞網、英國廣播公司和德新社等西方通訊社，圖文並茂報道香港的大遊行。美聯社形容，示威人士是「憤怒和憂慮的香港人」；路透社稱：「示威者來自社會各階層，包括商人、退休人士，也有年輕夫婦推嬰兒車，與著名的民主派人士一起遊行」。
當年的蔡耀昌並非泛民重量級人物，擔任民陣的二十三條工作組召集人，事後回想，「嗰時覺得好大鑊，又唔知（沙士）幾時完，宣傳又難，加上23條去到法案審議階段，好技術性，冇人會理，但點都要堅持」。原來民怨已在沙士期間不斷升溫：「沙士前年輕人唔理政治，但沙士嗰時返唔到學，中學生、大學生因為冇嘢做，又開始有網上討論區，就開始留意時事。」 回看遊行，蔡耀昌認為當年50萬人上街，令特區政府撤回23條立法，向新一代年輕人證明，只要市民團結，和平遊行一樣可以成功：「7.1就係大家一齊做到一樣嘢，改變到政局。」

## 協助新移民申領綜援爭議
2013年12月17日，蔡耀昌以香港社區組織協會幹事身份，協助一名新移民就申領綜援的居港七年期限提出司法覆核，獲終審法院裁定勝訴，事件引發爭議，被指顛覆新移民福利制度，更成為中國內地人士假結婚來港的誘因。他之後受到不少網民的攻擊和辱罵，其社交網頁帳戶，在短短一個月內已收到來自近一百人的近一千個惡意留言，包括罵他做「賣港賊」，要求他「落地獄」、「絕子絕孫」，甚至揚言會對其妻子及女兒施以性暴力、「揸把牛肉刀喺街斬死佢哋」等，令其妻子感到憤怒及困擾，社協本身亦收到不少惡意及滋擾性的電話及電郵。蔡隨後與何喜華一同到紅磡警署報案。不少評論指蔡經此一役，在政治上受到打擊，此後的選舉中都會被對手以此議題作為攻擊的目標。
辭任民主黨中常委一職：
二零二零年三月十二日，蔡耀昌向香港平機會投訴部份香港黃色食肆（支持反送中抗爭運動的食肆）拒絕招待來自中國大陸的顧客，是「種族歧視」，民主黨黨友普遍都不支持蔡耀昌，最後蔡氏在黨內壓力下，決定辭去民主黨中常委一職.

## 與多名泛民主派人士同日在大圍捕被拘捕
2020年4月18日，蔡與多名同屬前任及現任立法會議員和多名泛民主派人士，如區諾軒、梁國雄、楊森、李卓人、吳靄儀、單仲偕、何俊仁、何秀蘭和梁耀忠，商人黎智英、民間副召集人陳皓桓、社民連的吳文遠和黃浩銘達15人，被警方以參加於8月18日，10月1及20日的未經批准集會為由，以非法集結為名於同日作出拘捕。5月18日下午，案件被告於西九龍裁判法院提堂，分三案處理，暫毋須答辯，控方申請押後案件四周至6月1 日再訊，以便控方準備文件將案件轉介至區域法院處理，期間各被告獲准各以1,000元保釋候訊。2021年12月13日，被判監一年。

## 獲發回鄉證
蔡耀昌在1993年8月陪同內地工運領袖韓東方回內地期間，在廣州遭沒收回鄉證及遣返回港，此後便一直不能踏足中國內地，也未能成功重新申證，直至2016年12月17日，蔡被中共當局發還回鄉證，這是因為中共早前透過幫港出聲的周融發佈消息，會向香港反對派人士發還回鄉證，被沒收或註銷回鄉證的民主派人士可獲「解凍」重新申請領證。他拿證後即日在羅湖過關再乘和諧號動車上廣州，又拍照留影，這是他23年以來再次踏足內地。他坦言經過羅湖橋時「有點感觸」，堅稱日後「該做的事都會繼續」，如與內地維權人士見面等。在內地關口，他感覺比其他人需時較長，過程約2分鐘，關員在電腦輸入一些資料，不過過程中關員沒有向他提問。

## 投訴「黃店」歧視大陸客
2020年新型冠状病毒肆虐期間，有食肆怕中国大陸傳染病毒，貼出告示不招待講普通話的顧客光顧。身兼民主黨中委的社區組織協會幹事蔡耀昌，向平等機會委員會投訴食肆拒招待大陸人及香港新移民涉歧視，不過此舉引起民主黨內的爭議，蔡被指打壓「黃店」（立場支持民主派的商店）。蔡強調不會收回食肆歧視中國人的言論，但明白到黨友在地區工作上因其言論承受壓力，決定辭去民主黨中委職務，但不會退黨。

## 外部參考
1. ↑   （页面存档备份，存于） 隔牆有耳：華人與狗禁入西環，蘋果日報，2010年9月11日
2. ↑   （页面存档备份，存于） 原初，《門》很「核突」，明報通識網，2008年11月28日LIFE
3. ↑  .   [2010-06-20]. （原始内容存档于2010-06-09）.
4. ↑  . 香港蘋果日報. 5月22日  [2018-03-24]. （原始内容存档于2018-03-24）.
5. ↑  .   [2013-09-23]. （原始内容存档于2013-10-02）.「民主志未酬 先賠上婚姻」，《明報》，2010年6月4日
6. ↑   （页面存档备份，存于） 蔡耀昌：年期只是空洞圖騰，《中大校友》，CUHK Alumni Affairs Office，1998年11月
7. ↑   （页面存档备份，存于）蔡耀昌信遊行可改變政局，《蘋果日報》，2013年6月19日。
8. ↑  .   [2013-12-19]. （原始内容存档于2013-12-19）.，終院：綜援居港7年限制抵觸人口政策，香港電台，2013年12月17日
9. ↑  綜援期限違憲 假結婚勢湧現 舔盡香港 （页面存档备份，存于），東周網
10. ↑  受網絡恐嚇 蔡耀昌報警 （页面存档备份，存于） 2014年01月18日 太陽報
11. ↑  .   [2020-09-18]. （原始内容存档于2020-06-07）.
12. ↑  . 立場新聞. 2020-05-18  [2020-05-18]. （原始内容存档于2020-06-04）.
13. ↑  .   [2022-07-06]. （原始内容存档于2022-10-24）.
14. ↑  . 香港01. 2016-12-18  [2016-12-18]. （原始内容存档于2017-03-26）.
15. ↑  . 蘋果日報. 2016-12-18  [2016-12-18]. （原始内容存档于2016-12-20）.
16. ↑  .   [2020-03-15]. （原始内容存档于2020-07-03）.

| 前任： 增補   | 支聯會副主席 2008年—             | 繼任： 現任   |
| 前任： 廖韻兒 | 沙田區議會火炭選區 2003年—2007年 | 繼任： 龐愛蘭 |